# Сэйсэки-Сакурагаока (станция)
Станция Сэйсэки-Сакурагаока (яп. 聖蹟桜ヶ丘駅 сэйсэки сакурагаока эки) — железнодорожная станция на линии Кэйо, расположенная в городе Тама.
На данной станции останавливаются все поезда линии Кэйо.

## Планировка станции
Две платформы бокового типа.
| 1 | ■ Линия Кэйо | Кэйо-Хатиодзи ・(Линия Такао) Такаосангути ・ (Линия Добуцуэн) Тама-Добуцукоэн                                          |
| 2 | ■ Линия Кэйо | Футю ・ Тёфу ・ Мэйдаймаэ ・ Сасадзука ・ Синдзюку ・(Новая Линия Кэйо) Синдзюку ・(Линия Синдзюку) Итигая ・ Мотоявата |

## Близлежащие станции
| «           | «          | Вид обслуживания     | »          | »            |
| Линия Кэйо  | Линия Кэйо | Линия Кэйо           | Линия Кэйо | Линия Кэйо   |
| ----------- | ---------- | -------------------- | ---------- | ------------ |
| Футю        |            | Special Express      |            | Такахатафудо |
| Бубайгавара |            | Semi Special Express |            | Такахатафудо |
| Бубайгавара |            | Express              |            | Такахатафудо |
| Накагавара  |            | Commuter Rapid       |            | Могусаэн     |
| Накагавара  |            | Rapid                |            | Могусаэн     |
| Накагавара  |            | Local                |            | Могусаэн     |